# 2019年北卡罗来纳大学夏洛特分校枪击案
2019年北卡罗来纳大学夏洛特分校枪击案，指2019年4月30日发生在北卡羅來納大學夏洛特分校伍德福德·A·肯尼迪（Woodford A. Kennedy）大楼一间教室内的一起枪击案。事件造成6人受伤，其中2人在送医途中死亡，3人病情危急。一名犯罪嫌疑人特里斯坦·安德鲁·特雷尔已被警方拘留。

## 事件发生
枪击案发生于当地时间下午5时40分左右。适逢春季学期最后一天，人类学和科学哲学的学生正发表期末演讲。枪手闯入教室后，旋即以手枪枪击。5时50分，学校应急管理办公室通过推特向学生发出警示信息。

## 嫌疑人
据报道，枪击案嫌疑人是22岁的特里斯坦·安德鲁·特雷尔（Trystan Andrew Terrell），他曾是该校历史系的一名本科生，2019年年初退学。其祖父保罗·罗尔德（Paul Rold）告诉美联社记者，特雷尔的母亲去世后，2014年，他和他父亲从德克萨斯州達拉斯搬来夏洛特，2015年秋到2018年春，特雷尔就读于中皮德蒙特社區学院，攻读理科副学士学位。2019年春，特雷尔在北卡罗来纳大学夏洛特分校注册了三门课程，并曾在据称犯下枪击案的教室里上过课。特雷尔还通过祖父为他购买的一项语言学习计划自学了法语和葡萄牙语。罗尔德说，特雷尔从未曾表现出对枪支或其他武器的兴趣。

## 各方反应
北卡罗来纳州长罗伊·库珀下令，2019年5月3日日落前，北卡罗来纳州所有建筑设施均须降半旗。
夏洛特市长维·莱斯发表推文表示哀悼。
天主教夏洛特教区宣布，将在圣托马斯·阿奎那教堂和圣加百列教堂举行纪念受害者的祷告仪式。圣托马斯·阿奎那教堂为校园守夜祷告捐赠1700支蜡烛。